# Тревиле
Тревѝле (на италиански: Treville; на пиемонтски: Tërvila, Тървила) е село и община в Северна Италия, провинция Алесандрия, регион Пиемонт. Разположено е на 300 m надморска височина. Населението на общината е 279 души (към 2010 г.).